# Matīss Miknis
Matīss Miknis est un bobeur letton né le 29 décembre 1992.

## Palmarès

### Championnats monde
- : médaillé d'argent en bob à 4 aux championnats monde de 2019 et 2023.
- : médaillé de bronze en bob à 2 aux championnats monde de 2020.

### Coupe du monde
- 35 podiums  : 
  - en bob à 2 : 2 victoires, 10 deuxièmes places et 8 troisièmes places.
  - en bob à 4 : 2 victoires, 7 deuxièmes places et 6 troisièmes places.

#### Détails des victoires en Coupe du monde
| Édition   | Bob à 2    | Bob à 4      |
| 2016-2017 |            | Saint-Moritz |
| 2019-2020 | Sigulda x2 |              |
| 2023-2024 |            | Altenberg    |